# X-RAY
X-RAY（エックスレイ）は、日本のヘヴィメタルバンド。1981年結成、1983年にアルバム「魔天～HARD SECTION」でデビューした。デビュー当時、まだ17歳だった湯浅晋のテクニカルかつメロディアスなギタープレイが話題を集めていたが、1986年解散。

## メンバー
- 藤本朗（ボーカル）
- 湯浅晋（ギター）
- 臼井孝文（ベース）
- 高橋和久（ドラム）
- 藤山高浩（キーボード）*EPs「Outsider」より参加

元メンバー
- 池端康男 (ベース) *デビュー前 3月頃脱退

## 解散後
- 藤本はその後さまざまなバンドで活動したが、現在は音楽学校の講師として活動している。
- ギタリストの湯浅晋は渡米し、オジー・オズボーンバンドのオーディションを受けていたとのことをYOUNG GUITAR誌の記事に書かれていたことがある。現在は日本在住。
- キーボードの藤山高浩は、so-veryと言うバンドを結成し、その独特な世界観を醸し出している。
- 2011年にオリジナルアルバムがデジタルリマスタリングを施した上で再発されている。

## ディスコグラフィ

### アルバム
- 1983年6月21日 : 魔天-Hard Section
- 1984年1月21日 : 伝統破壊-Tradition Breaker
- 1984年12月5日 : Shout!
- 1985年8月21日 : Strike Back

### EPs
- 1984年6月21日 : Outsider
- 1985年1月21日 : 愛のヒーロー
- 1985年12月16日 : Human Dog

### ベストアルバム
- 1985年1月21日 : Performance
- 1986年10月21日 : X-Ray History 1983-1986
- 2002年3月21日 : X-Ray Twin Very Best Collection
- 2002年8月21日(2003年4月23日) : X-Ray Twin Very Best Collection II

### ボックスセット
- 2018年6月20日 : X-RAY 35th Anniversary Complete Box ～完全制覇～[脚注 1][1]

### オムニバス
- 1982年10月 : LMC '82 Live（1曲収録）[2]
- 1984年7月21日 : Grand Metal Live（3曲収録）
- 2002年2月27日 : Japanese Metal Vibes（2曲収録）[3]
- 2002年12月26日 : Hard Rock Summit in Citta'（1曲収録）注:藤本朗のみ[4]